# Joslin Kamatuka
Joslin Mbatjiua Kamatuka (Windhoek, 22 luglio 1991) è un calciatore namibiano, centrocampista del Durban City e della nazionale namibiana.

## Carriera

### Club
Ha giocato nel campionato sudafricano e namibiano.

### Nazionale
Nel 2019 viene convocato con la nazionale namibiana per la Coppa d'Africa.

## Statistiche

### Cronologia presenze e reti in nazionale
| Cronologia completa delle presenze e delle reti in nazionale ― Namibia | Cronologia completa delle presenze e delle reti in nazionale ― Namibia | Cronologia completa delle presenze e delle reti in nazionale ― Namibia | Cronologia completa delle presenze e delle reti in nazionale ― Namibia | Cronologia completa delle presenze e delle reti in nazionale ― Namibia | Cronologia completa delle presenze e delle reti in nazionale ― Namibia | Cronologia completa delle presenze e delle reti in nazionale ― Namibia | Cronologia completa delle presenze e delle reti in nazionale ― Namibia |
| Data                                                                   | Città                                                                  | In casa                                                                | Risultato                                                              | Ospiti                                                                 | Competizione                                                           | Reti                                                                   | Note                                                                   |
| ---------------------------------------------------------------------- | ---------------------------------------------------------------------- | ---------------------------------------------------------------------- | ---------------------------------------------------------------------- | ---------------------------------------------------------------------- | ---------------------------------------------------------------------- | ---------------------------------------------------------------------- | ---------------------------------------------------------------------- |
| 19-5-2015                                                              | Moruleng                                                               | Namibia                                                                | 2 – 0                                                                  | Mauritius                                                              | Coppa COSAFA 2015 - 1º turno                                           | -                                                                      | 75’                                                                    |
| 21-5-2015                                                              | Moruleng                                                               | Namibia                                                                | 4 – 1                                                                  | Zimbabwe                                                               | Coppa COSAFA 2015 - 1º turno                                           | -                                                                      | 69’                                                                    |
| 4-7-2015                                                               | Lusaka                                                                 | Zambia                                                                 | 2 – 1                                                                  | Namibia                                                                | Qual. CHAN 2016                                                        | -                                                                      |                                                                        |
| 7-11-2015                                                              | Luanda                                                                 | Namibia                                                                | 0 – 0 (4 – 3 dtr)                                                      | Zambia                                                                 | Amichevole                                                             | -                                                                      | 52’                                                                    |
| 26-5-2019                                                              | Umlazi                                                                 | Mozambico                                                              | 1 – 2                                                                  | Namibia                                                                | COSAFA Cup 2019 - 1º turno                                             | 1                                                                      | 43’ 75’                                                                |
| 28-5-2019                                                              | Umlazi                                                                 | Namibia                                                                | 1 – 2                                                                  | Malawi                                                                 | COSAFA Cup 2019 - 1º turno                                             | -                                                                      |                                                                        |
| 30-5-2019                                                              | KwaMashu                                                               | Namibia                                                                | 3 – 0                                                                  | Seychelles                                                             | COSAFA Cup 2019 - 1º turno                                             | -                                                                      |                                                                        |
| 28-6-2019                                                              | Il Cairo                                                               | Sudafrica                                                              | 1 – 0                                                                  | Namibia                                                                | Coppa d'Africa 2019 - 1º turno                                         | -                                                                      | 76’                                                                    |
| 1-7-2019                                                               | Il Cairo                                                               | Namibia                                                                | 1 – 4                                                                  | Costa d'Avorio                                                         | Coppa d'Africa 2019 - 1º turno                                         | 1                                                                      | 73’                                                                    |
| 4-9-2019                                                               | Asmara                                                                 | Eritrea                                                                | 1 – 2                                                                  | Namibia                                                                | Qual. Mondiali 2022                                                    | -                                                                      | 78’                                                                    |
| 10-9-2019                                                              | Windhoek                                                               | Namibia                                                                | 2 – 0                                                                  | Eritrea                                                                | Qual. Mondiali 2022                                                    | -                                                                      | 54’                                                                    |
| 13-11-2019                                                             | Windhoek                                                               | Namibia                                                                | 2 – 1                                                                  | Ciad                                                                   | Qual. Coppa d'Africa 2021                                              | -                                                                      | 36’ 83’                                                                |
| 17-11-2019                                                             | Conakry                                                                | Guinea                                                                 | 2 – 0                                                                  | Namibia                                                                | Qual. Coppa d'Africa 2021                                              | -                                                                      |                                                                        |
| 8-10-2020                                                              | Phokeng                                                                | Sudafrica                                                              | 1 – 1                                                                  | Namibia                                                                | Amichevole                                                             | -                                                                      | 63’                                                                    |
| 28-3-2021                                                              | Windhoek                                                               | Namibia                                                                | 2 – 1                                                                  | Guinea                                                                 | Qual. Coppa d'Africa 2021                                              | -                                                                      | 76’                                                                    |
| 2-9-2021                                                               | Johannesburg                                                           | Namibia                                                                | 1 – 1                                                                  | Rep. del Congo                                                         | Qual. Mondiali 2022                                                    | -                                                                      | 65’                                                                    |
| 9-10-2021                                                              | Thiès                                                                  | Senegal                                                                | 4 – 1                                                                  | Namibia                                                                | Qual. Mondiali 2022                                                    | 1                                                                      | 70’                                                                    |
| 12-10-2021                                                             | Johannesburg                                                           | Namibia                                                                | 1 – 3                                                                  | Senegal                                                                | Qual. Mondiali 2022                                                    | -                                                                      |                                                                        |
| 11-11-2021                                                             | Brazzaville                                                            | Rep. del Congo                                                         | 1 – 1                                                                  | Namibia                                                                | Qual. Mondiali 2022                                                    | -                                                                      | 23’                                                                    |
| 24-3-2023                                                              | Yaoundé                                                                | Camerun                                                                | 1 – 1                                                                  | Namibia                                                                | Qual. Coppa d'Africa 2023                                              | -                                                                      | 90+4’                                                                  |
| 20-6-2023                                                              | Dar es Salaam                                                          | Burundi                                                                | 3 – 2                                                                  | Namibia                                                                | Qual. Coppa d'Africa 2023                                              | -                                                                      | 67’                                                                    |
| 8-7-2023                                                               | Umlazi                                                                 | Namibia                                                                | 1 – 2                                                                  | eSwatini                                                               | Coppa COSAFA 2019 - 1º turno                                           | -                                                                      | 60’                                                                    |
| 11-7-2023                                                              | Durban                                                                 | Namibia                                                                | 0 – 0                                                                  | Botswana                                                               | Coppa COSAFA 2019 - 1º turno                                           | -                                                                      | 87’                                                                    |
| 9-9-2023                                                               | Soweto                                                                 | Sudafrica                                                              | 0 – 0 (4 – 3 dtr)                                                      | Namibia                                                                | Amichevole                                                             | -                                                                      | 63’                                                                    |
| 8-1-2024                                                               | Kumasi                                                                 | Ghana                                                                  | 0 – 0                                                                  | Namibia                                                                | Amichevole                                                             | -                                                                      | 67’                                                                    |
| 21-1-2024                                                              | Korhogo                                                                | Sudafrica                                                              | 4 – 0                                                                  | Namibia                                                                | Coppa d'Africa 2023 - 1º turno                                         | -                                                                      | 73’                                                                    |
| Totale                                                                 |                                                                        | Presenze                                                               | 26                                                                     |                                                                        | Reti                                                                   | 3                                                                      |                                                                        |